# ホンダ山陰中央
ホンダ山陰中央（ホンダさいいんちゅうおう）は鳥取県米子市にあるホンダの自動車ディーラー。

## 概説
ホンダ山陰中央はHonda Cars山陰中央の正式社名である。2007年に鳥取県内のホンダプリモ店を統合して誕生した。現在は鳥取県の営業エリアになっている。

## 沿革
- 2007年1月 - 北陽ホンダ、因幡ホンダ、伯耆ホンダ、中央モータースを統合してホンダ山陰中央が誕生。

## 店舗
- 米子車尾店　（米子市）
- 鳥取桜ヶ丘店　（鳥取市）
- 鳥取安長店　（鳥取市）
- 倉吉河北店　（倉吉市）
- 伯耆店　（西伯郡伯耆町）- 西伯郡伯耆町に存在する自動車ディーラーはここと鳥取ダイハツの2店舗のみ。
- 米子431店　（米子市）
- 米子181店　（米子市）- 2013年にアルコンが経営するMINI米子に居抜き出店してオープン
- U-Select鳥取　（鳥取市）

## 鳥取県内のホンダ販売店
- Honda Cars 鳥取
- Honda Cars 氣高
- Honda Cars 米子東